# Рибље конзерве
Рибље конзерве су прерађевине добијене прерадом појединих врста риба одређеним технолошким поступком уз примену топлоте (стерилизација) на температури од преко 100 °C. Технолошки поступак укључује примарне поступке прераде рибе, сољење, термичку обраду рибе, пуњење и затварање лименки, стерилизацију лименки и завршне операције. Редослед ових операција зависи од примењеног технолошког процеса, односно степена механизованости производних линија.
Предност конзервиране рибе је што је јефтина, лако доступна, погодна, лака за употребу и складиштења од свеже рибе или других метода. Конзервирана риба као храна је једноставан начин за складиштење рибарских производа и меса од рибе, а производи од туне и лососа у конзерви су здрава и одлична опција јер имају биолошку вредност и дуг рок трајања.

## Историја
Технологија конзервисања рибе развијена је између 1804. и 1852. године. Од 1804-1809. године француз Nicolas Appert изумео је нови метод спречавања кварења хране кувањем у затвореној тегли. У наредном периоду пронађена је погоднија амбалажа (лименке), као и метод херметичког затварања лименки двоструким шавом, поступак стерилизације изнад 100 °C и увођење аутоклава у технолошки процес производње. Све ово омогућило је производњу конзервиране рибе какву данас познајемо.
Почетком 1890-тих на Балканском полуострву зачето је масовније отварају фабрике сардина. После Првог светског рата постојало је 17 фабрика конзервиране рибе у Краљевини СХС, а 1930-тих у Краљевини било их је шездесетак, а више од половине било је на острвима Јадранског мора. Тадашње фабрике годишње су производиле око 400.000 рибљих конзерви. 
Током 20. века технологија прераде рибе је усавршена и потпуно аутоматизована, док је у новије време рибља конзерва стерлише према светским стандардима за квалитет и безбедност хране. Данас у Републици Хрватској постоји 6 фабрика за производњу рибљих конзерви, чији су годишњи производни капацитет је вишемилионски.

## Опште информације
Риба као људска храна или сировина за прераду има прехрамбену и тржишну вредност ако до потрошача долази свежа, без већих органолептичких промена што је, имајући у виду да се у уловљеној риби одвијају интензивни биокемијски и микробиолошки постморталнин процеси, што је тешко остварити.
Како се код риба не може применити основни принцип краткотрајног конзервисања, риба се што дуже задржава у животу и тиме спречава неконтролисано напредовање биохемијских, микроиолошких и других процеса. Али како је то краткотрајан поступак непосредно након улова рибе треба применити одговарајуће поступке конзервисања који ће осигурати очување квалитете рибе до њене потрошње. 
У основи, у индустријској преради рибе користе се методе конзервисања засноване на принципу абиозе и анабиозе, које спречавају односно потискују микробне и ензимске активности узрочника квара рибе. У ту сврху користе се методе конзервисања базиране на: 
- деловању ниских и високих температура (хлађење, замрзавање, пастеризација и стерилизација);

- конзервирање сушењем и димљењем;
- хемијске методе (сољење, кисељење, хемијски конзерванси);
- биолошке методе, јонизирајуће зрачење,
- најчешће разни комбинованим поступцима

### Риба
За производњу рибљих конзерви употребљава се квалитетна риба, без главе, очију, шкрга, пераја и утроба.

### Додатне сировине
Као додатне сировине у производњи конзерви користе се:
- уља (маслиново, сунцокретово, сојино...),
- саламура,
- сос,
- поврће или воће,[4]
- вино,
- со и други зачини,
- сирћетна киселина,
- протеински хидролизати

## Припрема
Риба се припрема тако што се одваја глава, вади утроба, а тело сече се на комаде и потапа у врело уље. Поред пржења у уљу, риба се пре стављања у конзерву бари, саламури, соли и суши. Припремљена риба се затим ставља у лименке, прелива се уљем, сосом, и другим састојцима и херметички затвара и стерилизује.
Термичка обрада рибе је најважнија фаза технолошког процеса обраде. За топлотну обраду рибе познато је неколико метода: 
- поступак парења,
- поступак пржења (Нантесова метода);
- печење у млазу топлог ваздуха;
- процес пушења;
- поступак кувања,
- разне комбинације поступака

Кување претходно очишћене и припремљене рибе се одвија у комори уређаја за топлотну обраду рибе на температурама од 100 °C. Риба се кува у води коју испушта током топлотне обраде. У том процесу риба ослобађа део воде.
У другом акту у посебној комри риба се пече и суши на 110-130 °C, чиме се постиже њена комплетна топлотна обрада и достиже укус специфичан за рибље конзерве. На крају топлотне обраде, уклања се вишак воде. из лименке и лименка путују транспортером до дозатора помоћу којег се куваној риби додаје уље или сос.
После термичке обраде, риби се у дозатору додаје уље или сос, лименке се затварају поклопцем и затварају двоструким шавом (двоструки лим). 
На карју процеса рибља конзерва се стерилишена температури од 112-120 °C и притиску од 1,8 до 2 атмосфере. Трајање стерилизације зависи од величине лименке. 
Након стерилизације, лименке се оперу, осуше и пребаце у складиште за контролу, етикетирање, паковање и отпремање. 

### Рок трајања
Данас је рок трајања рибљих конзерви ограничен на 4-6 година у зависности од течног медија у производу. Међутим, чак и након много година, ако амбалажа није оштећена, конзерва је и даље стерилна и микробиолошки безбедна за јело.

## Паштете и готова јела од рибе
Поред рибе у уљу или сосевима, однедавно се све више производе и конзерве риба типа разних врста паштета, или готових јела на бази рибљих производа од морске и слатководне рибе.

## Полуконзерве од рибе
Полуконзерве од риба и осталих производа рибарства израшују се по одговарајућем технолошком поступку. Рибље полуконзерве стављају се у промет као пастеризоване и непастеризиране (конзервиране сољу и киселином).
Према пореклу рибе, рибље се полуконзерве стављају у промет као полуконзерве од слатководне и полуконзерве од морске рибе.
Финални производи усољених риба долазе на тржиште као прерађевине у облику смотаних и опружених филета у уљу затворених у кутијама. Слане се рибе не кваре захваљујући конзервирајућем деловању соли. Ензиматски процеси у производу не престају, стога им је рок одрживости ограничен. Осим смотаних и опружених филета значајно место у тој групи имају рибље пасте, разна рибља предјела и рибље салате. Посебно је значајна позната група полуконзерви, тзв. маринада.

## Рибља конзерва у кулинарству
Рибља конзерва се такође може користити за прераду у кулинарству као:
- предјело са сецканим луком и поврћем,
- сендвич са пацивом,
- као јело преливено сосом од парадајза,[4]
- као прилог уз тестенину, или као умаке за тестенине,
- за припрему соса од рибе

При избору конзервисане рибе, треба изабрати маснију морску рибу јер је храњљивија од рибе из других врста воде, јер уље задржава хранљиве састојке у риби.

## Галерија
- Део рибљих конзерви на тржишту
- Canned anchovies, Italy
- Canned cod liver, Russia
- Canned cat food in jelly

- Производни погони кроз историју
- Carlisle Packaging Company, a floating cod cannery, Yukon River, Alaska, c. 1918
- Children cleaning Atlantic herring at a cannery